# 온혜초등학교
온혜초등학교는 대한민국 경상북도 안동시에 있는 초등학교다.

## 학교 연혁
- 1947.09.11 온혜국민학교 인가(개교)
- 1959.02.02 가송분교장 개설
- 1969.04.17 의일분교장 개설
- 1969.09.20 태자분교장 개설
- 1982.03.01 병설유치원 개원
- 1993.03.01 도산초등학교, 태자분교장 통폐합
- 1995.02.28 의일분교장 폐교
- 1996.03.01 가송분교장 통폐합
- 1999.09.01 예안분교장 편입
- 2009.02.28 예안분교장 통폐합
- 2015.02 제66회 졸업(총 3,000명)
- 2015.03.01 제30대 남명자 교장 부임